# Иванова, Людмила Николаевна
Людми́ла Никола́евна Ивано́ва (род. 10 февраля 1929, Новосибирск) — советский и российский физиолог, доктор медицинских наук (1973), академик Российской академии наук (1997), советник РАН, профессор кафедры физиологии Новосибирского государственного университета.

## Биография
В 1953 году окончила лечебный факультет НГМИ. Аспирант, ассистент кафедры нормальной физиологии (1953—1963); доцент кафедры медицинской биологии (1963—1965) там же.
Старший научный сотрудник Института автоматики и электрометрии СО АН СССР (1965—1968), старший научный сотрудник Института физиологии СО АН СССР (1968—1971); и. о. заведующей (с 1971), зав. лабораторией экологической физиологии водно-солевого обмена, и. о. зав. лабораторией эндокринологии, зав. лабораторией физиологической генетики Института цитологии и генетики СО АН СССР — РАН (1973—2002). Преподаватель Новосибирского государственного университета в должностях доцента (с 1965), профессора (с 1976), заведующей кафедрой физиологии (с 1979).
С 7 декабря 1991 года — член-корреспондент Российской академии наук по Секции химических и медико-биологических наук (биология и биотехнология), с 29 мая 1997 года — академик Российской академии наук по Отделению физиологии
Академик Л. Н. Иванова читает лекции по физиологии человека студентам факультета естественных наук (ФЕН) и медицинского факультета НГУ, является членом учёного совета ФЕН НГУ и ИЦиГ СО РАН.

## Научная деятельность
Работы Л. Н. Ивановой и её сотрудников направлены на изучение механизмов регуляции водно-электролитного баланса. Основным направлением является изучение водно-электролитного гомеостаза, а также молекулярных и генетических механизмов гормональной регуляции водно-электролитного баланса у млекопитающих.
Людмила Николаевна является:
- научным руководителем четырёх докторских и 26 кандидатских диссертаций;
- автором и соавтором более чем 250 публикаций в научных журналах;
- членом редакции Российского физиологического журнала им. Сеченова и журнала РАН и Минобрнауки России «Вестник молодых учёных»;
- членом Международной академии информатизации.

## Звания и награды
- Награждена премией РАН имени Л. А. Орбели за серию работ по изучению клеточных и молекулярных основ развития гормональной регуляции почки в постнатальном онтогенезе.
- Присвоено звание заслуженного работника высшей школы Российской Федерации.
- Награждена орденом Почёта «за достигнутые трудовые успехи и многолетнюю плодотворную работу»[4].

## Основные работы
- Физиология водно-солевого обмена и почки. — СПб., 1993 (в соавт.);
- Водяная полевка. — М., 2001 (в соавт.).